# (16064) Davidharvey
(16064) Davidharvey est un astéroïde Amor découvert le 5 septembre 1999 par le programme Catalina Sky Survey.